# چیتیپا
چیتیپا (به لاتین: Chitipa) یک شهر در مالاوی است که در شمال این کشور واقع شده‌است.

## خصوصیات
چیتیپا ۱۱٬۱۶۰ نفر جمعیت دارد.